# Amba Mariam

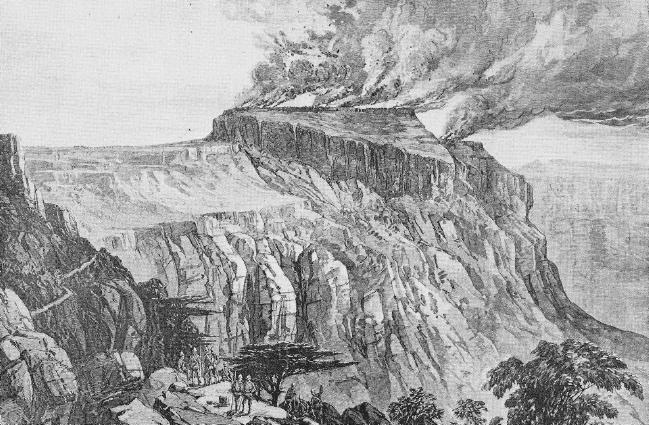
Incendie de la forteresse de Magdala en 1868

Amba Mariam est un village au centre de l'Éthiopie.  Il était connu sous le nom de Magdala durant le règne de Théodoros II. 

## Géographie
Situé dans la région Amhara, Amba Mariam se trouve aux coordonnées 11° 12′ N, 39° 17′ E.
Selon les données de l'agence centrale de la statistique en 2005, la population était d'environ 1 900 habitants.

## Historique

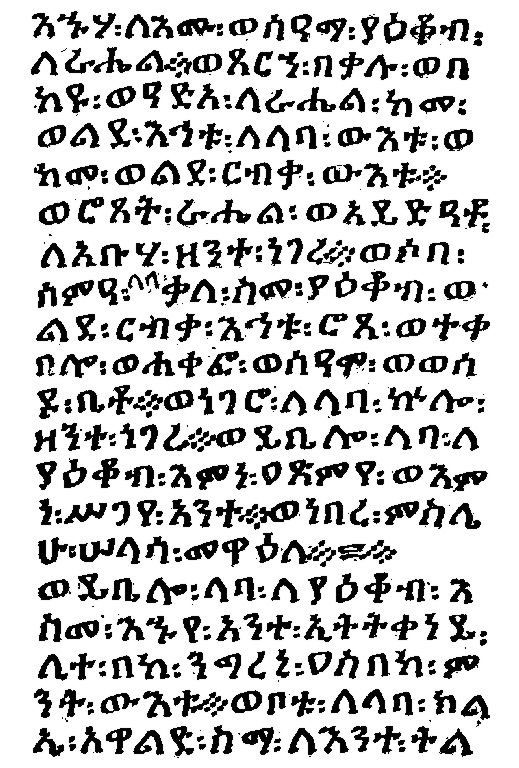
Fragment de la Genèse en guèze, XV, pris dans la collection de l'empereur Théodoros à Magdala, aujourd'hui à la British Library

À la suite de sa victoire à la bataille de Deresgé le 9 février 1855, le Negusse Negest Théodoros fit de ce village le centre administratif de son empire, alors qu'il soumettait le territoire Oromo voisin.
En 1864, le négus se sent insulté et emprisonne plusieurs diplomates britanniques, dont le consul Cameron. Les relations avec les Européens s'enveniment. Il ordonne des massacres qui n'épargnent ni ses propres sujets ni les Européens. Une expédition militaire menée par Sir Robert Napier libère les prisonniers en 1868 et détruit Magdala. Théodoros II se suicide.
De nombreux trésors et des pièces religieuses pillées sont emmenées et se trouvent aujourd'hui dans divers musées et collections privées. Quelques pièces ont été rendues à l'Éthiopie, la plus importante étant la couronne de Théodoros II que George V présenta personnellement au futur empereur Haile Selassie lors de sa visite en Angleterre en 1925.
Il reste peu de choses de l'ancienne capitale de Théodoros II, le plus visible étant le « canon Sébastopol ».